# مسجد شیخ حیدر کدکن
مسجد شیخ حیدر کدکن مربوط به سدهٔ نهم ه.ق و دوره تیموریان است و در کدکن، انتهای کوچه حمام واقع شده و این اثر در تاریخ ۱۰ خرداد ۱۳۸۲ با شمارهٔ ثبت ۸۹۵۵ به‌عنوان یکی از آثار ملی ایران به ثبت رسیده است.